# Красное вино (альбом)
Красное вино — второй сольный альбом украинской певицы Насти Каменских, выступающей под псевдонимом NK. Альбом был выпущен 21 мая 2021 года на лейбле Nice2CU.

## Описание
По словам NK, она очень ждала выхода этого альбома, основной темой которого стала идея многогранности девушек, как она сама. Певица заявила, что: 
«… это альбом о настоящей женщине и о любви, от которой идет кругом голова. Он, как дорогой терпкий напиток, собрал в себе все оттенки женских чувств».
 NK сообщила, что мотивацией для записи альбома стало желание, чтобы каждая девушка слушая этот альбом ощутила эту многогранность и смогла найти в нём себя. Певица также описала эту работу как своеобразный дневник.
NK является соавтором музыки и текстов 14 из 15 треков на альбоме. Также соавтором альбома выступает Потап, вместе с которым NK составляла дуэт Потап и Настя. На альбоме присутствуют как танцевальные, так и лирические композиции. Альбом выдержан в стилях поп и R’n’B, а в аранжировках используются элементы дип-хауса, дэнсхолла и хип-хопа.

## Отзывы
Альбом получил смешанную рецензию от Алексея Мажаева из агентства InterMedia. По его словам, в этой пластинке NK «не смогла реализовать свой потенциал», назвав запись «гораздо скучнее и бледнее» по сравнению с работами в дуэте Потап и Настя. По мнению Мажаева, наиболее удачными на альбоме оказались лирические треки «Vibe» и «Почуття», а также танцевальная «Сорямба», про которую было отмечено, что она всё равно не дотягивает до остроумия песен в дуэте с Потапом. Треки о женской силе, которая была заявлена темой альбома, критик посчитал «предсказуемыми». Тем не менее, в целом альбом получил от Мажаева оценку 7 из возможных 10.
Антон Вагин из Афиша Daily дал альбому крайне позитивную оценку. По его мнению, NK смогла пронести феминистическую идею сквозь пластинку, на деле доказав, что «Девочки рулят». Назвав работу развивающей идеи альбома «No Komments», Вагин охарактеризовал её как «сборник для идеальной танцевальной ночи и стирания подошв ваших новых кроссовок». Альбом «Красное вино» был назван обозревателем состоящим из «образцовых поп-бэнгеров» и представляющим собой «ультимативную форму» «мощнейшей и моднейшей» поп-музыки.

## Музыкальные видео
1. «Красное Вино» — режиссёр: Тата Белинина
2. «Девочки Рулят» — режиссёр: Леонид Колосовский
3. «Vibe» — режиссёр: Настя Каменских
4. «Почуття» — режиссёр: Леонид Колосовский

## Список песен
| №                   | Название                     | Текст песни                                         | Музыка                                           | Длительность |
| ------------------- | ---------------------------- | --------------------------------------------------- | ------------------------------------------------ | ------------ |
| 1.                  | «Красное Вино»               | А. Потапенко, И. Кагарлык, В. Кагарлык              | А. Потапенко И. Кагарлык В. Кагарлык             | 3:38         |
| 2.                  | «Обидно»                     | А. Потапенко, А. Каменских                          | А. Потапенко А. Каменских                        | 2:35         |
| 3.                  | «Девочки Рулят»              | А. Потапенко, А. Каменских                          | А. Потапенко А. Каменских                        | 2:31         |
| 4.                  | «Ма»                         | А. Потапенко, А. Каменских                          | А. Потапенко А. Каменских                        | 2:55         |
| 5.                  | «ABCD»                       | А. Потапенко, И. Кагарлык, В. Кагарлык              | А. Потапенко Инга Кагарлык Владимир Кагарлык     | 2:22         |
| 6.                  | «Шаг Вправо»                 | А. Потапенко, А. Каменских                          | А. Потапенко А. Каменских                        | 2:35         |
| 7.                  | «Vibe»                       | А. Потапенко, А. Каменских                          | А. Потапенко А. Каменских                        | 3:15         |
| 8.                  | «Neon»                       | А. Потапенко, А.Каменских, И. Кагарлык, В. Кагарлык | А. Потапенко А.Каменских И. Кагарлык В. Кагарлык | 2:20         |
| 9.                  | «Loca»                       | А. Потапенко, А.Каменских                           | А. Потапенко А.Каменских                         | 2:24         |
| 10.                 | «Сорямба»                    | А. Потапенко, А.Каменских                           | А. Потапенко А.Каменских                         | 2:54         |
| 11.                 | «Если Небеса»                | А. Потапенко, А.Каменских                           | А. Потапенко А.Каменских                         | 2:26         |
| 12.                 | «Почуття»                    | А. Потапенко, А.Каменских                           | А. Потапенко А.Каменских                         | 2:54         |
| 13.                 | «Бажай»                      | А. Потапенко, А.Каменских, И. Кагарлык, В. Кагарлык | А. Потапенко А.Каменских И. Кагарлык В. Кагарлык | 2:23         |
| 14.                 | «Додому»                     | А. Потапенко, А.Каменских                           | А. Потапенко А.Каменских                         | 2:54         |
| 15.                 | «Vibe (Dance Version Remix)» | А. Потапенко, А. Каменских                          | А. Потапенко А. Каменских                        | 2:49         |
| Общая длительность: | Общая длительность:          | Общая длительность:                                 | Общая длительность:                              | 41:32        |